# Sentier de grande randonnée 576

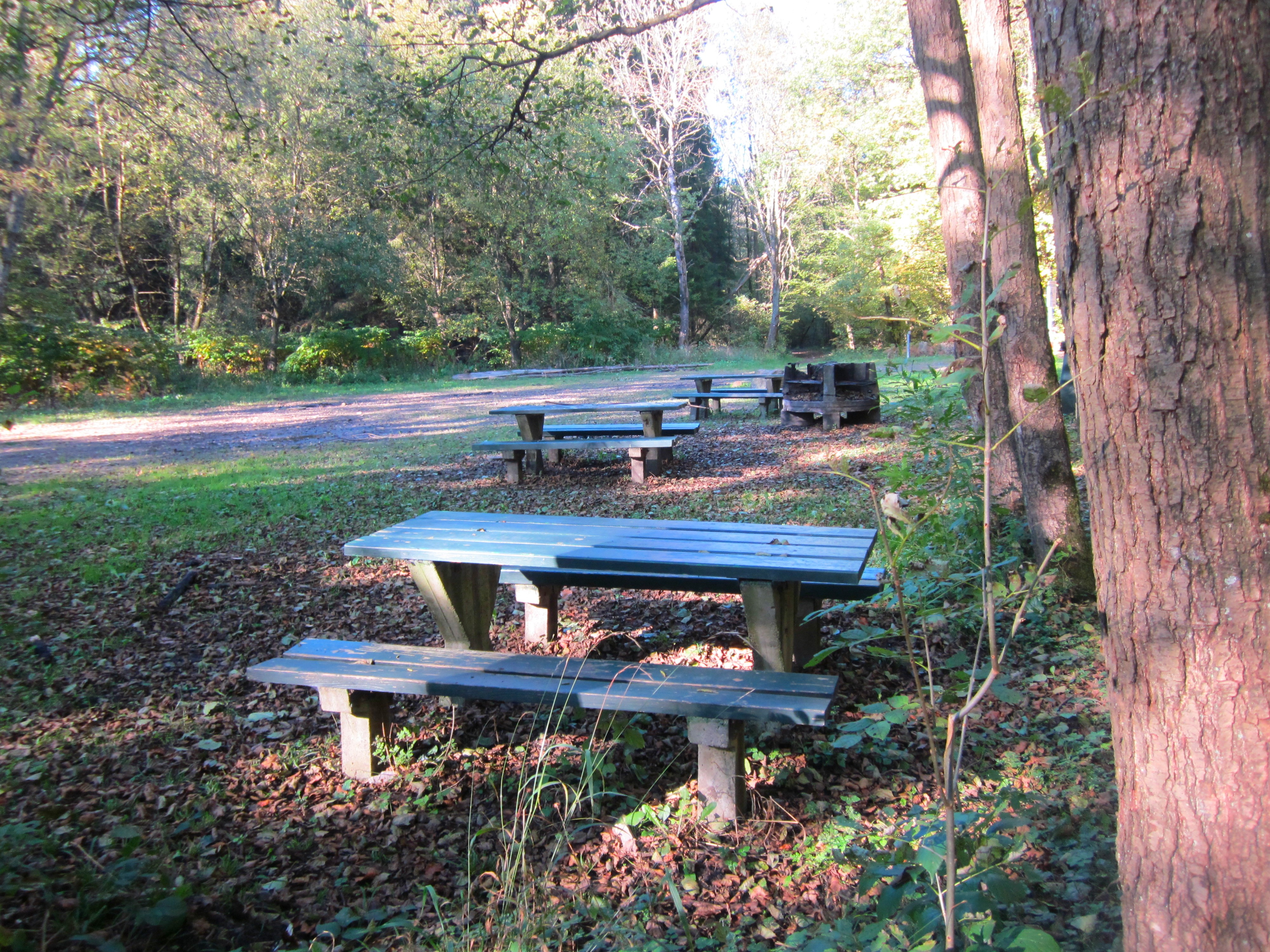
GR 576 : Aire de repos, Bois de Xhoris (Ferrières)

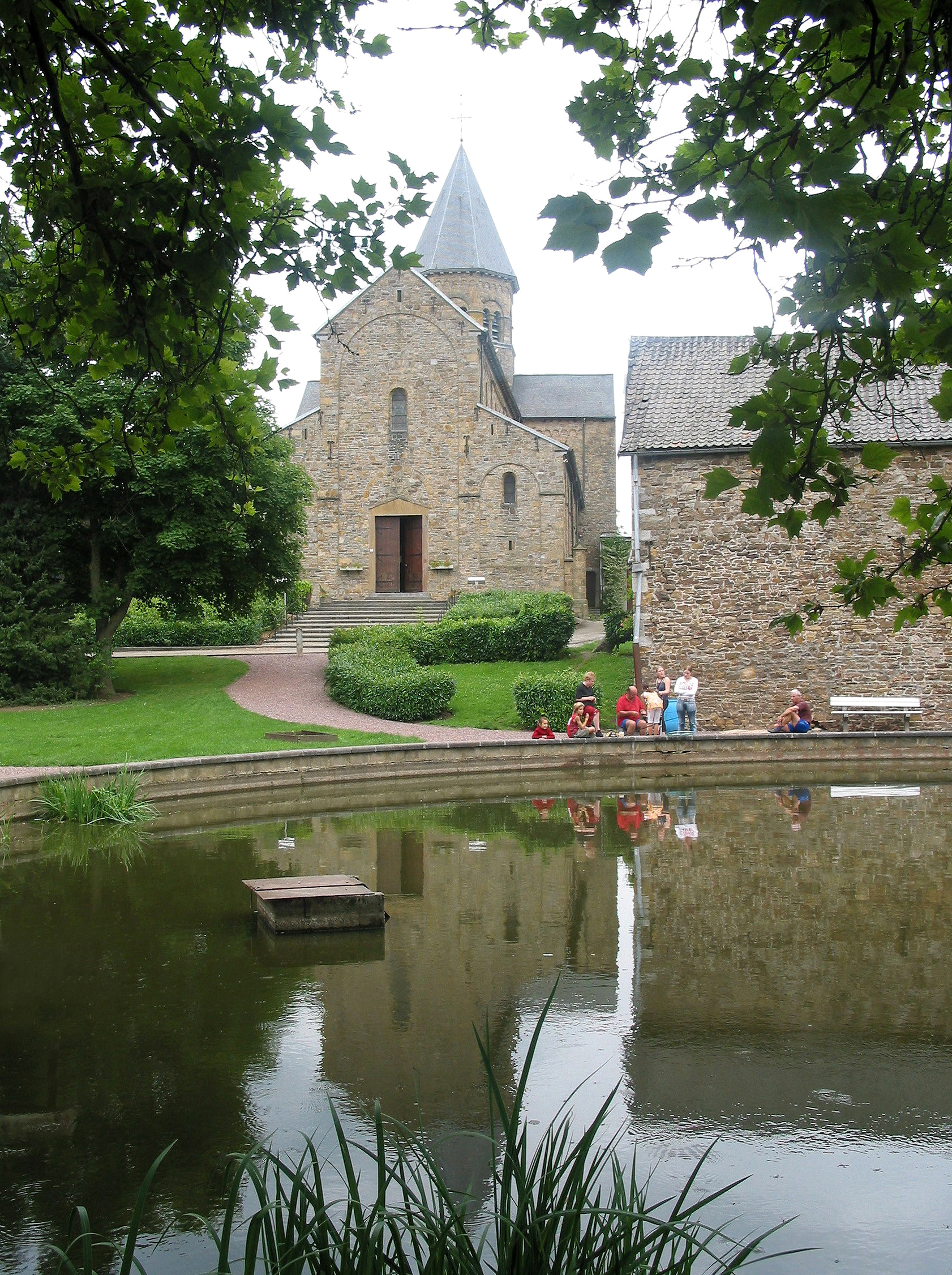
Saint-Séverin-en-Condroz

Le sentier de grande randonnée 576 (GR 576 ou tour du Condroz liégeois) est un circuit pédestre belge de 165 km formant une boucle.

## Parcours
Partant de Huy, il traverse les villages et hameaux suivants : Barse - Pont-de-Bonne - Modave - Les Avins - Bois-et-Borsu - Vervoz - Ocquier - Oneux- Hermanne - Hamoir - Sy- Logne - Vieuxville - Ferrières - Rouge-Minière - Harzé - Kin - Aywaille - Remouchamps - Deigné - Sprimont - Lincé/Higné - Hautgné - Hayen - Méry - Esneux - Petit-Berleur - Saint-Séverin-en-Condroz - Hermalle-sous-Huy - Ombret-Rawsa et Neuf Bonniers.

### Vallées du Hoyoux et du Néblon
Le GR 576 quitte la vallée mosane en remontant la vallée du Hoyoux qu'il franchit plusieurs fois à Vieux-Barse, au Pont de Bonne, à Petit-Modave et avant Les Avins. Ensuite, le sentier de grande randonnée alternant les tiges (crêtes) et les chavées (dépressions) du Condroz rejoint les beaux villages de Vervoz et Ocquier ainsi que la vallée du Néblon qu'il suit en rive droite jusqu'à son confluent avec l'Ourthe à Hamoir.
La distance de Huy à Hamoir est de 47 km.

### Vallées de l'Ourthe et de la Lembrée
L'Ourthe franchie, les balises du GR 57 accompagnent celles du GR 576 en remontant la rivière en rive droite jusqu'à Logne et son château-fort. Le GR 576, de nouveau seul, suit alors la vallée de la Lembrée vers Ferrières où il pénètre en Ardenne et ses premières forêts, fait route avec le GR 15 de Harzé vers Aywaille où il traverse l'Amblève.
La distance de Hamoir à Aywaille est de 34 km.

### Vallées de l'Amblève et de l'Ourthe
Après la Heid des Gattes, Remouchamps et ses grottes, la rive droite de l'Amblève, le Vallon des Chantoirs et le village fleuri de Deigné (qui fut classé parmi les plus beaux villages de Wallonie) , le GR 576  quitte la région calcaire de la Calestienne et regagne le Condroz en passant par Sprimont et ses carrières avant de retrouver la vallée encaissée et sauvage de l'Ourthe entre Méry et Esneux où il fait route pendant 3 km avec le GR 57.
La distance de Aywaille à Esneux est de 47 km.

### Vallée de la Meuse
Le tour du Condroz liégeois remonte alors sur le plateau condrusien, traverse Petit-Berleur et, après Saint-Séverin, pénètre en Ardenne condrusienne (appelée aussi Condroz ardennais), suit la vallée du ruisseau de Falogne et les bois du versant sud de la Meuse pour rejoindre la ville de Huy via les villages mosans d'Ombret et de Hermalle-sous-Huy.
La distance d'Esneux à Huy est de 37 km.